# Echo Night
Echo Night (яп. エコー ナイト Эко: Найто) — мистическая приключенческая игра, разработанная японской компанией From Software для консоли PlayStation. Она была выпущена в Японии 13 августа 1998 года, а в Северной Америке 31 июля 1999 года.

## Геймплей
Echo Night — это игра от первого лица, но, в отличие от большинства других игр от первого лица, в игре Echo Night не применяется огнестрельное оружие. При столкновении с призраком игрок должен включить свет в комнате при помощи выключателя. Игрок часто переносится в прошлое с помощью пассажиров или определенных объектов. Когда игрок выполняет задачу важную для духа, они, духи, исчезают и образуются в «астральные тела», которые могут быть использованы для получения разных концовок игры.
В игре всего четыре призрака, способных причинить вред игроку:
- Клаудия Тендер — маленькая девочка в красном платье, первый призрак, которого встречает Ричард. Может поднимать в воздух игрока и кидать различные предметы. Исчезает, когда Ричард отдаёт ей её куклу.
- Девушка в белом платье — призрак безымянной девушки, убитой Роквеллом в 1910 году в подземелье на кладбище. Может напускать на игрока холодные силуэты и сдерживать его холодным потоком. Также после включения в комнате света оставляет после себя зелёную жидкость, причиняющую вред игроку. Исчезает, когда Ричард отдаёт ей кулон.
- Эндрю Галлейвуд — король, правящий некой страной (возможно Англией) в 1469 году. Первый известный обладатель красного камня, с помощью которого смог стать королём, будучи простым солдатом. Предок Уильяма Роквелла — торговец Ален, убивает короля мечом на балконе замка. В виде призрака его глаза — красные (у остальных — белые), а сам он притягивает к себе Ричарда, не давая ему убежать, и наносит удар тростью. Исчезает, когда Ричард даёт ему камею с изображением дочери Элеоноры.
- Уильям Роквелл — появляется в машинном отсеке. Насылает на Ричарда проклятие. Исчезает сам перед последним отсчётом времени.

## Сюжет
История вращается вокруг Ричарда Осмонда — главного героя игры, и его перемещение во времени на судно «Орфей», которое загадочно исчезло в море. История раскроет также тайну о двух камнях, в которых заключено некое могущество.
Игра начинается с Ричарда Осмонда, находящегося в своих апартаментах и принимающего звонок из департамента полиции города Анкор (англ. Anchor) в связи с исчезновением его отца — Генри Осмонда. Ричарда приглашают приехать в дом отца. Внутри дома отца Ричард находит отцовский дневник, который переносит его в поезд. Он встречает в поезде человека по имени Генри Осмонд, который пытается преследовать Уильяма Роквелла. Уильям Роквелл одержим Красным Камнем, который прилагается к таинственному ножу. В поезде произойдёт поединок, но Уильям Роквелл защитится от Генри Осмонда при помощи своей внучки Кри Роквелл. Уильям будет стрелять в Генри, но благодаря голубому камню, которым обладал Генри, его жизнь будет спасена (пуля попадёт в голубой камень на уровне его груди, когда Уильям выстрелит в него). Голубой камень будет разделён на две части, часть которого Генри Осмонд отдаст Кри Роквел (внучке Уильяма). В ходе этой ситуации станет ясно то, что Уильям одержим демоном красного камня.
После этого Ричард будет возвращен в дом своего отца и обнаружит внутри секретной комнаты картину корабля «Орфей». Ричард перенесётся на корабль «Орфей» и встретит души пассажиров, которые погибли, когда корабль исчез. Ричард будет спасать души, которые встретит на судне, решая их личные проблемы. В ходе игры Ричард узнает, что красный камень, которым обладает Уильям Роквелл, имеет власть менять судьбу человека, вызывая жажду убивать людей ножом с красным камнем. Ричард встретит сына и дочь Уильяма Роквелла, и узнает, что они знали об истории Красного Камня и планировали убить их отца на судне, но были убиты им… Ричард также встретится через время путешествия с Кри Роквелл, и будет иметь возможность вернуть голубой камень. В кульминационный момент игры Ричард обнаружит, что его отец тоже был на корабле, и хотел убить Уильяма Роквелла. Как только Генри овладеет камнем, он скажет, что c самого начала желал заполучить красный камень. Ричард сможет уничтожить красный камень с помощью синего. После уничтожения красного камня Генри скажет Ричарду идти на корму судна, так как вскоре оно должно будет исчезнуть.
В игре есть 4 различных концовки:
- Истинная концовка: Ричард достигает кормы судна и входит в тайный проход. После диалога со слепым человеком Ричард не берет красный нож, и он разрушается. Кри спасает Ричарда. После нескольких сцен игры окончательной заставки, также показывается сообщение от Кри Роквелл, его показывают в последней сцене в доме Ричарда.
- Хорошая концовка: Ричард достигает кормы судна и не входит в тайный проход. Кри спасает Ричарда. После того, как заканчивается кино, Ричард пробуждается в доме его отца. Он покидает дом и приближается к полицейскому в автомобиле. Автомобиль не заводится, полицейский просит, чтобы Ричард принес ящик с инструментами. Когда Ричард открывает ящик с инструментами, он находит красный нож там.
- Плохая концовка: Ричард достигает кормы судна и входит в тайный проход. После диалога со слепым человеком Ричард берет красный нож. Кри спасает Ричарда. После того, как заканчивается заставка, Ричард просыпается в доме его отца. Он убивает полицейских, он теперь одержим красным ножом.
- Очень плохая концовка: Ричард не достигает кормы судна вовремя. После заканчивающейся заставки на экране показывают короткую статью. Статья гласит, что Ричард Осмонд и его отец загадочно исчезли при несчастном случае, связанном с пожаром.

## Отзывы
| Сводный рейтинг    | Сводный рейтинг |
| Агрегатор          | Оценка          |
| ------------------ | --------------- |
| GameRankings       | 64,17 %         |
| Иноязычные издания |                 |
| Издание            | Оценка          |
| AllGame            | [ 2 ]           |
| EGM                | 5/10            |
| Famitsu            | 31/40           |
| Game Informer      | 6,75/10         |
| GameRevolution     | C−              |
| GameSpot           | 4,2/10          |
| IGN                | 8/10            |
| OPM                | [ 9 ]           |

Обозреватель IGN Макс Эверингем посчитал слабой стороной Echo Night устаревшую графику с низкополигональными моделями и мутными текстурами, иногда даже не дающими игроку отличить дверь от окружающей стены. В то же время Эверингем высоко оценил звуковой дизайн игры — скрипы и стуки, создающие нужную атмосферу. Echo Night, по его словам, напоминает о более ранней эпохе в истории игр — когда разработчики не пытались ошеломить игрока современной графикой, но зацепить и увлечь навстречу действию, именно этого эффекта и удаётся добиться Echo Night.